# Капиталь-Насьональ

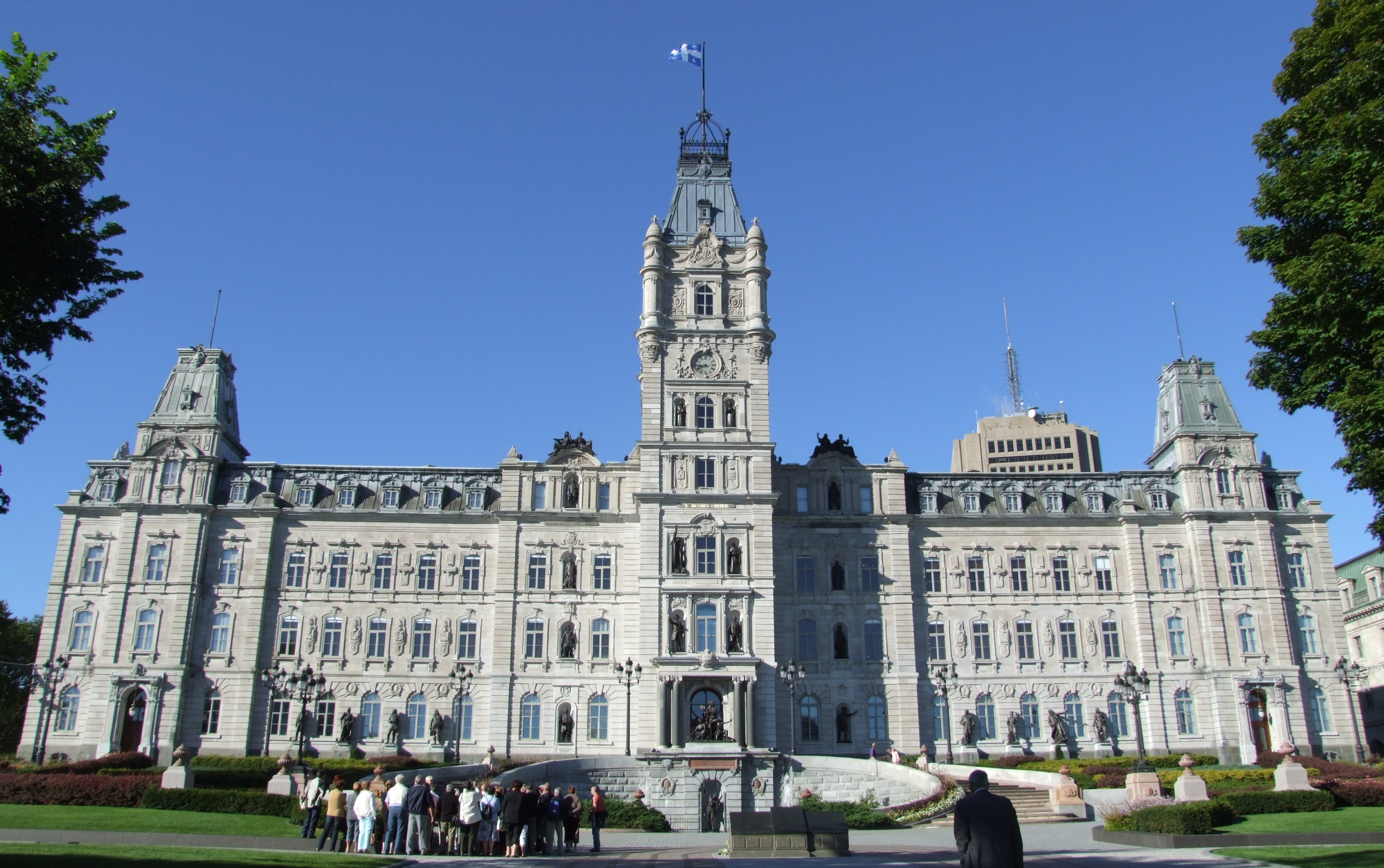
Здание парламента в Квебеке

Капиталь-Насьональ является одним из 17 административных регионов провинции Квебек, Канада. Здесь расположено правительство Квебека. Население в 2007 году составило 680 074 человек, в городе Квебек проживает 74,3 % от всего населения региона.
В состав региона входят пять из девяти исторических районов города Квебек. Исторический район Старого Квебека, в том числе Плас-Рояль в Квебеке были классифицированы в качестве всемирного наследия ЮНЕСКО. Колыбель французской цивилизации в Америке, Квебек был основан в XVII веке. Культура, архитектура и дизайн, которые делают город единым целым, интегрированной городской средой. Исторические районы Бопор, Шарлебур и Сет-Фуа-Силлери-Кап-Руж представляют собой конкретные виды учреждения, организации и освоения территории. Район острова Орлеан выражает свою лояльность по отношению к своим сельским корням и морю. Здание парламента, Национальный исторический музей, указывает на роль Квебека в качестве столицы провинции, но и связывают между собой политическую историю Квебека, Квебекское Национальное Собрание и городскую жизнь в столице.
Благодаря уникальности природной территории, региону Шарлевуа был присвоен статус Всемирного биосферного резервата ЮНЕСКО. В дополнение к мероприятиям на свежем воздухе есть различные региональные парки для объяснения истории практики и методов освоения природных ресурсов, знаний, сложившейся культуры в понимании и сохранения ресурсов.

## Население
- Население: 680 074 (2008)[2]
- Площадь: 18 638,7 км²
- Плотность: 36,5 чел./км²
- Рождаемость: 9,8 ‰ (2007)
- Смертность: 8 ‰ (2007)